# فیله مینیون

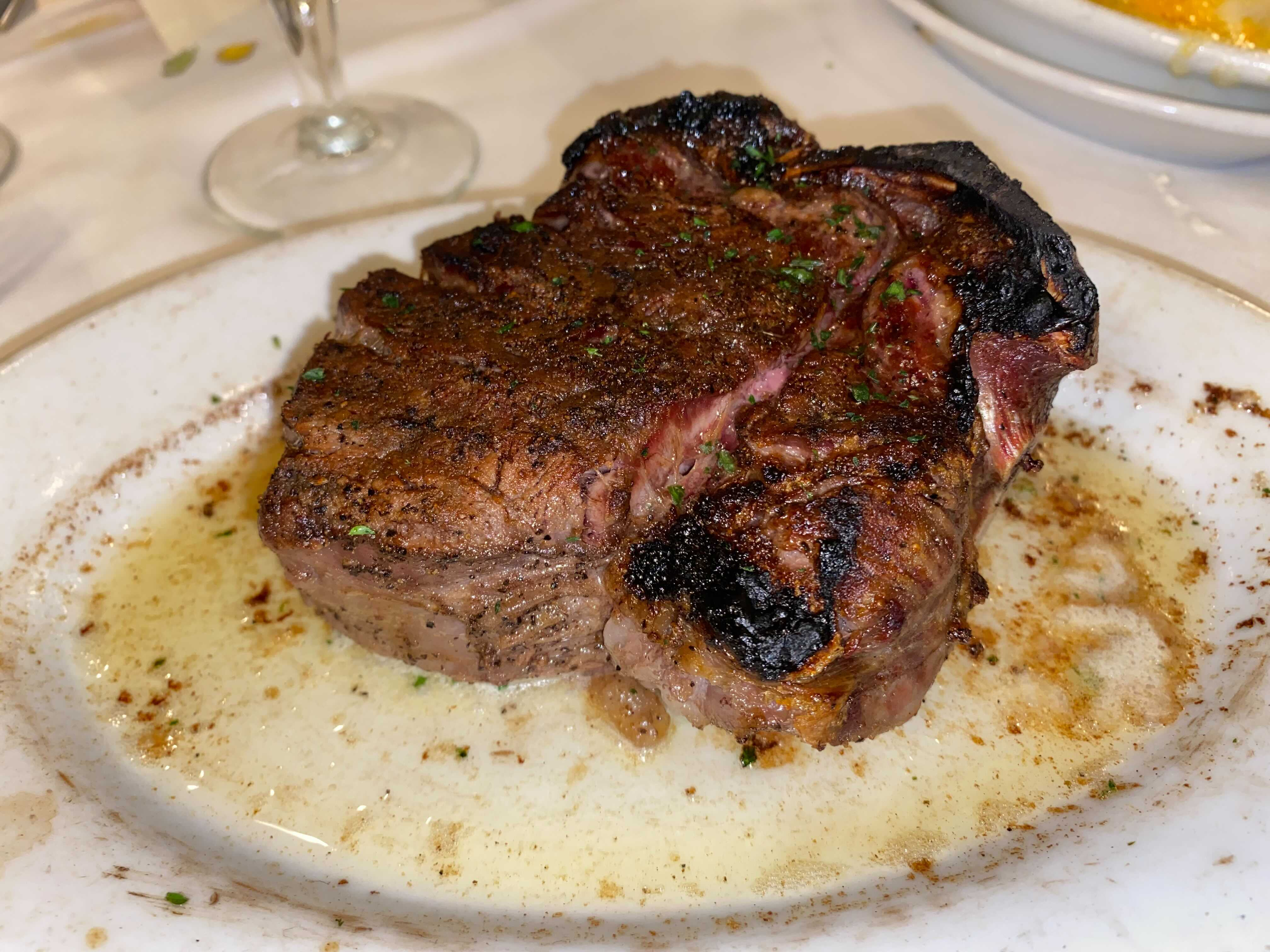
فیله مینیون استخوانی از Ruth's Chris.

فیله مینیون (به انگلیسی: Filet mignon) برشی از گوشت است که از انتهای کوچک‌تر فیله یا ماهیچه مازویی بزرگ حیوان تهیه می‌شود. واژهٔ فیله مینیون در زبان فرانسوی ممکن است برای اشاره به فیلهٔ چندین حیوان استفاده شود، اما بیشتر برای اشاره به برش‌های فیله گوشت خوک استفاده می‌شود.
فیله در امتداد دو طرف ستون مهره‌ها قرار دارد و معمولاً به صورت دو برش طولانی ماری‌شکل جدا می‌شود. فیله مینیون معمولاً به صورت برش دایره‌ای است که از انتهای باریک‌تر یک تکه فیله گرفته شده‌است. این قسمت اغلب براق‌ترین قسمت گوشت و بدون چربی است. فیله مینیون اغلب طعم ملایم‌تری نسبت به سایر برش‌های گوشت دارد و به همین دلیل اغلب با سس تزئین می‌شود یا با بیکن پیچیده می‌شود.
با توجه به مقدار ناچیز فیله مینیون که می‌توان از هر حیوان، قصابی و جداسازی کرد، به‌طور کلی گران‌ترین برش گوشت است.

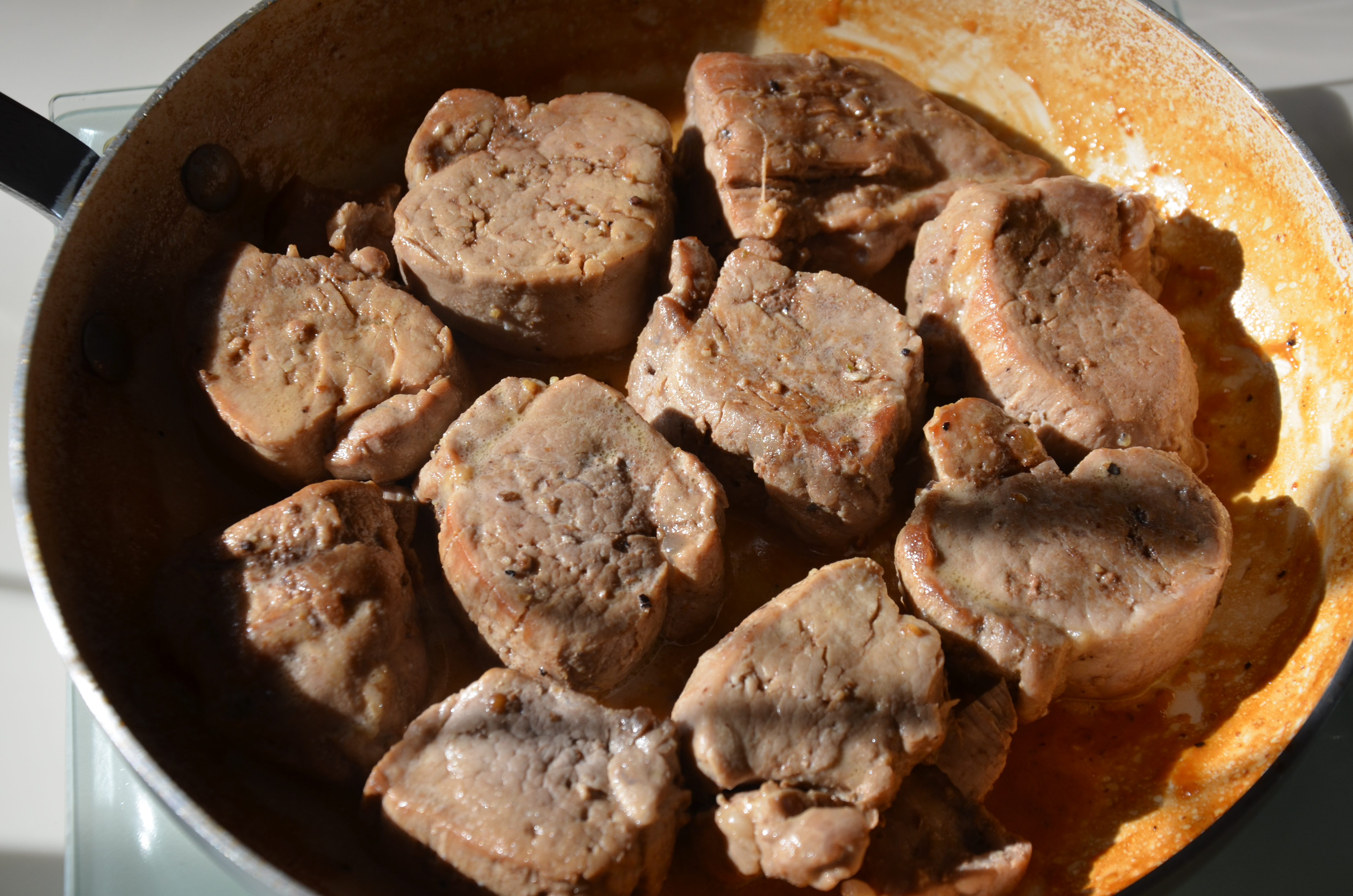
پخت فیله مینیون (گوشت خوک) در تابه

## آماده‌سازی

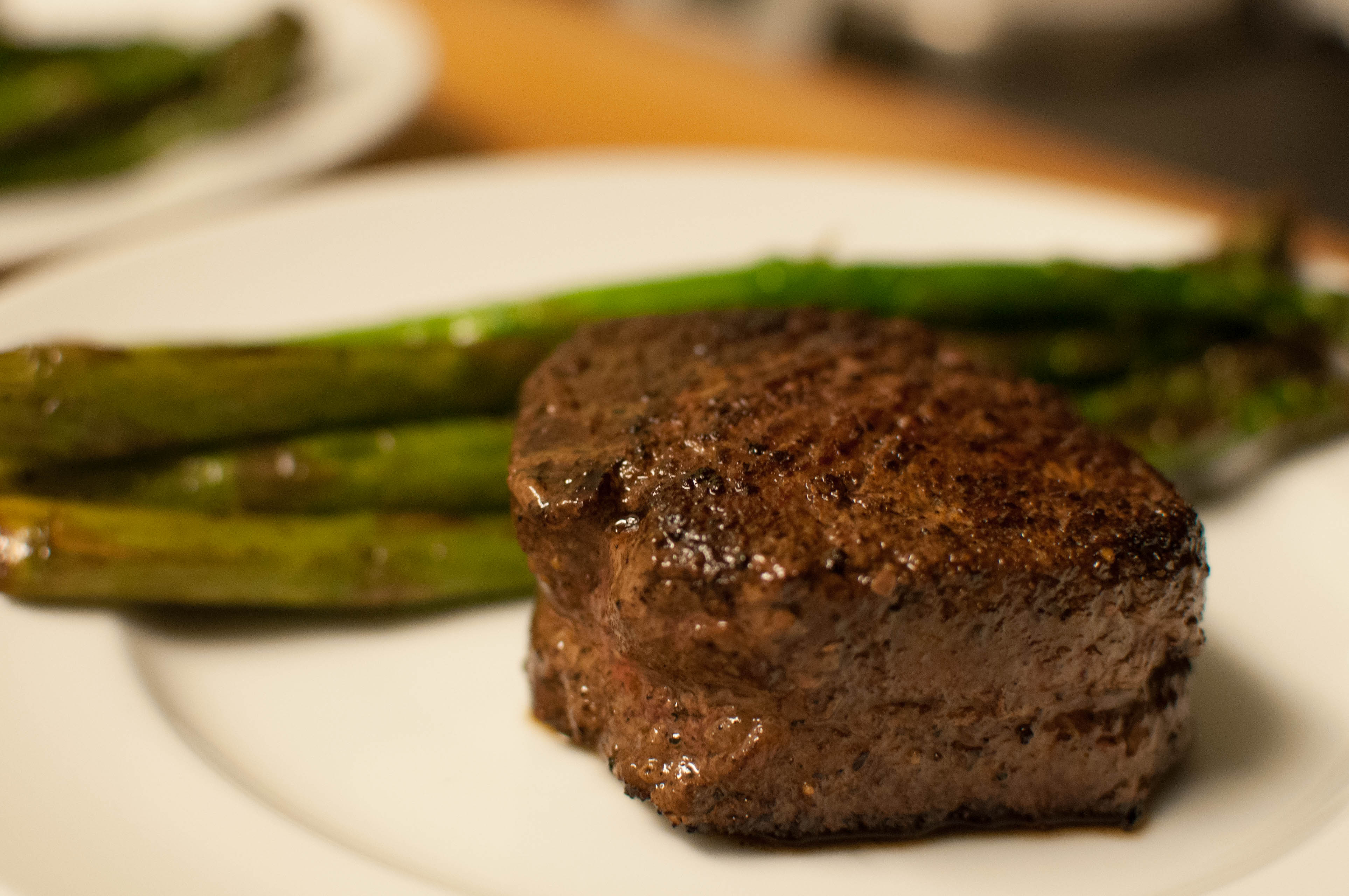
بشقاب حاوی فیله مینیون همراه با چند شاخه مارچوبه

فیله مینیون ممکن است با اندازه ۱ تا ۲ اینچ (۲٫۵ تا ۵ سانتی‌متر) بریده شده و مستقیماً کباب شده و سرو شود. حرارت بالا، روش معمول برای پخت فیله مینیون است، چه در کباب کردن، چه در سرخ کردن، چه در گریل کردن و چه در تَف دادن.
بیکن اغلب در پخت و پز فیله مینیون به دلیل سطوح پایین چربی موجود در برش فیله مورد استفاده است.
گاهی بیکن، به دور فیله پیچیده می‌شود و با خلال دندان چوبی بسته می‌شود. این روش، طعم بیشتری به فیله می‌بخشد و از خشک شدن فیله در حین پخت جلوگیری می‌کند.
در آشپزی سنتی نیاز به این است که فیله مینیون از هر طرف با حرارت شدید برای مدت کوتاهی پخته شود و سپس به حرارت کمتری منتقل شود تا گوشت در تمام بخش‌ها مغزپخت شود.